# Réponse de la fréquence image

Graphiques illustrant le problème de la réponse de la fréquence image dans un récepteur superhétérodyne. Les axes horizontaux représentent la fréquence et les axes verticaux la tension. Sans filtre RF adéquat, tout signal radio S2 (vert) provenant de l'antenne à la fréquence de l'image est également transposé à la fréquence FI avec le signal radio désiré S1 (bleu) à, de sorte qu'ils passent tous les deux à travers le filtre FI (rouge). S2 interfère donc avec S1.

La réponse de la fréquence image (ou plus exactement le rapport de réjection de la réponse à l'image, ou en anglais : image response rejection ratio ou IMRR) est une mesure de la performance d'un récepteur radio fonctionnant selon le principe du superhétérodyne.
Dans un tel récepteur radio, un oscillateur local (OL) est utilisé pour mélanger ou effectuer le "battement" du signal radiofréquence (RF) entrant, générant des fréquences de somme et de différence. L'une d'entre elles sera à la fréquence intermédiaire (FI) et sera sélectionnée et amplifiée. Le récepteur radio est sensible à tout signal à sa fréquence FI, y compris les signaux non désirés. Par exemple, avec un OL réglé sur 110 MHz, il existe deux fréquences de signaux entrants qui peuvent générer une fréquence FI de 10 MHz. Un signal diffusé à 100 MHz (le signal utile) et mélangé à l'OL de 110 MHz créera la fréquence somme de 210 MHz (ignorée par le récepteur) et la fréquence différence à la fréquence souhaitée de 10 MHz. En revanche, un signal diffusé à 120 MHz (le signal non désiré) et mélangé à l'OL de 110 MHz créera une fréquence totale de 230 MHz (ignorée par le récepteur), et la fréquence de différence sera également de 10 MHz. Le signal à 120 MHz est appelé "image" du signal utile à 100 MHz. La capacité du récepteur à rejeter cette image donne le taux de réjection d'image (IMRR) du système.

## Rapport de réjection de l'image
Le "rapport de réjection de l'image", ou "rapport de réjection de la fréquence de l'image", est le rapport du niveau de signal de fréquence intermédiaire (FI) produit par la fréquence d'entrée souhaitée à celui produit par la fréquence de l'image. Le rapport de réjection de l'image est généralement exprimé en dB. Lorsque le rapport de réjection d'image est mesuré, les niveaux de signal d'entrée de la fréquence désirée et de la fréquence image doivent être égaux pour que la mesure soit significative.
Le rapport IMRR est mesuré en dB, ce qui donne le rapport entre le signal utile et le signal indésirable pour obtenir la même sortie du récepteur. Dans une bonne conception, il est possible d'obtenir des rapports supérieurs à 60 dB. Il convient de noter que l'IMRR n'est pas une mesure de la performance des étages FI ou du filtrage FI (sélectivité) ; le signal produit une fréquence FI parfaitement valide. Il s'agit plutôt de la mesure des caractéristiques passe-bande des étages précédant l'amplificateur FI, qui se composent de filtres passe-bande RF et généralement d'un ou deux étages d'amplificateur RF.

## Formules de réjection d'image
Le rapport de réjection de la fréquence de l'image (IMRR) est caractérisé par son filtre RF qui peut être déterminé sur la base de sa réponse relative à un circuit accordé en parallèle.
{\displaystyle IRR={\sqrt {1+\rho ^{2}Q^{2}}}}
où ,
{\displaystyle \rho ={\frac {f_{IMAGE}}{f_{RF}}}-{\frac {f_{RF}}{f_{IMAGE}}}}et Q est le facteur de qualité.
Le taux de réjection des images pour une valeur donnée de déséquilibre de gain {\displaystyle \gamma ,(\epsilon =\gamma -1)} et de déséquilibre de phase {\displaystyle \phi } est déterminé par :
{\displaystyle RIM={\frac {\gamma ^{2}+1-2\gamma cos(\phi )}{\gamma ^{2}+1+2\gamma cos(\phi )}}\approx {\frac {\epsilon ^{2}+\phi ^{2}}{4}}}